# Steven Yeun
Yeun Sang-yeop (em coreano: 연상엽; romaniz.: Yeon Sang-yeop (Romanização revisada); Yǒn Sangyǒp (McCune–Reischauer)), mais conhecido profissionalmente como Steven Yeeun, é um ator sul-coreano, naturalizado norte-americano, conhecido por ter interpretado Glenn Rhee na série The Walking Dead e pela minissérie Beef, pelo qual venceu um Emmy e um Globo de Ouro. No cinema, estrelou filmes aclamados pela crítica como Burning, Nope e Minari: Em Busca de Felicidade, pelo qual recebeu sua primeira indicação ao Oscar de Melhor Ator Principal. A revista Time nomeou ele uma das 100 pessoas mais influentes do mundo em 2021.
Yeun também apareceu nos filmes Okja (2017), Sorry to Bother You (2018), The Humans (2021) e Nope (2022). Ele também dublou os personagens principais de séries animadas de televisão Voltron: Legendary Defender (2016–2018), Tales of Arcadia (2016–2021), Stretch Armstrong and the Flex Fighters (2017–2018), Final Space (2018–2021), Tuca & Bertie (2019–2022) e Invincible (2021–atualmente).

## Biografia
Steven Yeun nasceu em Seul, na Coreia do Sul, filho de Je Yeun e June Yeun, também sul-coreanos. Seu pai era um arquiteto na Coreia do Sul antes de se mudar com sua família para Regina, no Canadá. Mais tarde, mudam-se para Michigan. 
Steven Yeun foi criado em Troy, em um lar cristão. Seus pais tinham duas lojas de cosméticos em Detroit. Steven Yeun recebeu um diploma de bacharel em Psicologia, na faculdade Kalamazoo, em 2005. Em Kalamazoo, ele conheceu a comediante Jordan Klepper, através da irmã de Klepper, e depois seguiram para Chicago, onde juntaram-se ao The Second City. Atualmente, reside em Los Angeles.

## Cinema
| Ano  | Título                           | Papel                     | Notas                             | Ref |
| ---- | -------------------------------- | ------------------------- | --------------------------------- | --- |
| 2009 | My Name is Jerry                 | Chaz                      |                                   |     |
| 2014 | I Origins                        | Kenny                     |                                   |     |
| 2017 | MAYHEM                           | Derek Cho                 |                                   |     |
| 2017 | Okja                             | K                         |                                   |     |
| 2017 | The Star                         | Bo (voz)                  |                                   |     |
| 2018 | Sorry to Bother You              | Squeeze                   |                                   |     |
| 2018 | Burning                          | Ben                       |                                   |     |
| 2020 | Minari                           | Jacob Yi                  | Protagonista e produtor executivo |     |
| 2021 | Space Jam: A New Legacy          | Executivo da Warner Bros. |                                   |     |
| 2021 | Trollhunters: Rise of the Titans | Steve Palchuk (voz)       |                                   |     |
| 2021 | The Humans                       | Richard                   |                                   |     |
| 2022 | Nope                             | Ricky “Jupe” Park         |                                   |     |
| 2025 | Mickey 17                        | Timo                      |                                   |     |
| 2025 | Love Me                          | Iam / Liam                |                                   |     |
| 2025 | Bubble & Squeak                  |                           |                                   |     |

### Curtas-metragens
| Ano  | Título         | Papel   | Notas |
| ---- | -------------- | ------- | ----- |
| 2009 | The Kari Files | Chip    |       |
| 2010 | Blowout Sale   | Cliente |       |
| 2013 | Crash Site     | Max     |       |

## Televisão

### Séries
| Ano           | Título                                     | Papel                        | Notas                                                                      |
| ------------- | ------------------------------------------ | ---------------------------- | -------------------------------------------------------------------------- |
| 2010          | The Big Bang Theory                        | Sebastian                    | Episódio da 3ª temporada "The Staircase Implementation"                    |
| 2010 - 2016   | The Walking Dead                           | Glenn Rhee                   | 7 temporadas; 73 episódios                                                 |
| 2011          | Law & Order: LA                            | Ken Hasui                    | Episódio: "Hayden Tract"                                                   |
| 2011          | Warehouse 13                               | Gibson Rice                  | Episódio: "Don't Hate the Player"                                          |
| 2012          | NTSF:SD:SUV::                              | Ricky Meeker                 | Episódio: "Lockdown"                                                       |
| 2012          | Harder Than it Looks                       | Steven                       | Voz; 3 episódios                                                           |
| 2013          | The Legend of Korra                        | Avatar Wan                   | Episódio da segunda temporada: Primórdios                                  |
| 2013          | Filthy Preppy Teen$                        | Martin                       | Piloto                                                                     |
| 2014          | Drunk History                              | Daniel Inouye                | Episode: "Hawaii"                                                          |
| 2014          | American Dad!                              | Charles                      | Voz; Episode: "Blagsnarst, a Love Story"                                   |
| 2014          | Comedy Bang! Bang!                         | Himself                      | Episode: "Steven Yeun Wears Rolled Up Black Jeans & No Socks"              |
| 2016-2018     | Voltron: Legendary Defender                | Keith Kogane                 | 1° Temporada -                                                             |
| 2016-2018     | Trollhunters: Tales of Arcadia             | Steve Palchuk                | Voz; 28 episódios                                                          |
| 2017-2018     | Stretch Armstrong and the Flex Fighters    | Nathan Park / Wingspan       | Voz; 24 episódios                                                          |
| 2017          | Bajillion Dollar Propertie$                | Eric                         | Episodio: "Disaster Drills"                                                |
| 2017          | Robot Chicken                              | Glenn Rhee Glenn baby        | Voz Episodio: "The Robot Chicken Walking Dead Special: Look Who's Walking" |
| 2018-2021     | Final Space                                | Little Cato Vozes adicionais | Voz; 36 episódios                                                          |
| 2018          | 3Below: Tales of Arcadia                   | Steve Palchuk                | Voz; 19 episódios                                                          |
| 2019          | Weird City                                 | Barsley                      | Episódio: "Chonathan & Mulia & Barsley & Phephanie"                        |
| 2019          | The Twilight Zone                          | A. Traveler                  | Episódio: "A Traveler"                                                     |
| 2019          | I Think You Should Leave with Tim Robinson | Jacob                        | Episódio: "Has This Ever Happened To You?"                                 |
| 2019–2022     | Tuca & Bertie                              | Speckle                      | Voz; 15 episódios                                                          |
| 2020          | Wizards: Tales of Arcadia                  | Steve Palchuk                | Voz; 10 episódios                                                          |
| 2021–presente | Invincible                                 | Mark Grayson / Invincible    | Voz; 25 episódios                                                          |
| 2023          | Beef                                       | Danny Cho                    | Protagonista e produtor executivo                                          |

### Telefilme
| Ano  | Título            | Papel  | Notas |
| ---- | ----------------- | ------ | ----- |
| 2013 | Filthy Sexy Teen$ | Martin |       |

## Video games
| Games | Games          | Games            | Games |
| Ano   | Título         | Papel            | Notas |
| ----- | -------------- | ---------------- | ----- |
| 2007  | Crysis         | Korean Soldier 2 | (voz) |
| 2008  | Crysis Warhead | Korean Soldier   | (voz) |

## Web
| Ano  | Título                     | Papel     | Nota |
| ---- | -------------------------- | --------- | ---- |
| 2014 | What's Eating Steven Yeun? | ele mesmo |      |

## Prêmios e Indicações
| Premiação                         | Ano  | Categoria                              | Projeto | Resultado | Ref.   |
| --------------------------------- | ---- | -------------------------------------- | ------- | --------- | ------ |
| Oscar                             | 2021 | Melhor ator                            | Minari  | Indicado  |        |
| Film Independent Spirit Awards    | 2021 | Melhor ator                            | Minari  | Indicado  |        |
| Satellite Award                   | 2021 | Melhor ator em filme de drama          | Minari  | Indicado  |        |
| Screen Actors Guild Awards        | 2021 | Melhor ator                            | Minari  | Indicado  |        |
| Critics` Choice Movie Awards      | 2021 | Melhor ator                            | Minari  | Indicado  |        |
| Emmy Award                        | 2023 | Melhor ator em minissérie ou telefilme | Beef    | Venceu    | [ 10 ] |
| Critics' Choice Television Awards | 2023 | Melhor ator em minissérie ou telefilme | Beef    | Venceu    |        |
| Golden Globe Awards               | 2023 | Melhor ator em minissérie ou telefilme | Beef    | Venceu    |        |
| Screen Actors Guild Awards        | 2023 | Melhor ator em minissérie ou telefilme | Beef    | Venceu    |        |